# リシャール・ガッソ
リシャール・ガッソ（リチャード・ガッソ, Richard Gazzo, 1979年6月26日 - ）は、フランス・パリ出身の映像作家、プロデューサー、モデル、タレント。

## 来歴
1979年、フランスのパリで生まれる。両親（父はスペイン系イタリア人で母はイギリス系ベルギー人）の影響で、国際的な教育のもとで育つ。1998年、科学専門学校入学。国立科学研究所（CNRS）の天体理学部で三ヶ月の研修を受ける。パリでは科学の他に歴史や美術、ファッションや映画に強い関心を持ち、科学専門学校卒業後はパリでソルボンヌ大学美術映画学科に入学。映画の作り方や芝居を学ぶ傍ら、パリでモデルの仕事を始める。
ソルボンヌ大学在学中に出会った邦画に感銘を受け、日本という国への興味が芽生える。大学の夏休みを利用して日本へ旅行したことをきっかけに　更に日本に魅了され、ソルボンヌ大学卒業と同時にパリジュスュ大学日本語学科へ入学する。日本への移住を決意し再来日。
2011年BO-LEAF Mediaを設立。
「人を動かす映像」をテーマに掲げ、オンラインヨガレッスン動画配信サイト「Yogalog」を中心としたWeb動画を制作し配信している。